# Rymdvästern
Rymdvästern (engelska: Space Western eller Science Fiction Western) är en science fiction-delgenre, inspirerad av västerngenren, där rollfigurerna, i rymdmiljö, stöter på problem motsvarande de som nybyggarna i 1800-talets USA stötte på. Vanliga teman är utforskandet av nya laglösa platser, och cowboyliknande karaktärer med strålpistoler samt hästliknande robotar.
Rymdvästern figurerar i TV-, film- och datorspelssammanhang. Inom animation representeras genren bland annat av Galaxy Express 999 och Cowboy Bebop.